# Pszów
Pszów (niem. Pschow) – miasto w południowej Polsce, w województwie śląskim, w powiecie wodzisławskim.
Pszów od XVIII w. jest jednym z głównych ośrodków pielgrzymkowych na Górnym Śląsku. W pobliżu miasta znajduje się zabytkowa Kalwaria, a w pszowskiej bazylice znajduje się Obraz Matki Bożej Uśmiechniętej.
Według danych z 31 grudnia 2023 r. miasto miało 13 007 mieszkańców.

## Położenie
Miasto położone jest na najwyższym wzniesieniu Płaskowyżu Rybnickiego (311 m n.p.m.), w bliskim położeniu takich miast jak: Wodzisław Śląski, Radlin, Rydułtowy, Rybnik, Racibórz, Jastrzębie-Zdrój, Żory.
W Pszowie swoje źródła mają niewielka struga Sumina oraz rzeka Nacyna, dopływy Rudy.
Do 1954 r. Pszów był siedzibą gminy Pszów. W 1954 r. powołano gromadę Pszów, ale zanim zaczęła funkcjonować, zniesiono ją w związku z nadaniem jej statusu miasta. W 1975 r. Pszów był dzielnicą Wodzisławia Śląskiego, a od 30 grudnia 1994 r. jako miasto.
Według podziału administracyjnego Polski w latach 1975–1998 Pszów należał do województwa katowickiego,
Historycznie Pszów leży na Górnym Śląsku na ziemi wodzisławskiej.

## Struktura powierzchni
Według danych z roku 2002 Pszów ma obszar 20,42 km², w tym:
- użytki rolne: 62%
- użytki leśne: 14%

Miasto stanowi 7,12% powierzchni powiatu wodzisławskiego.

## Podział administracyjny
Administracyjnie w obrębie miasta Pszowa została wydzielona jedna dzielnica:
- Krzyżkowice.

Dodatkowo można wyróżnić nazwy własne dla niektórych części Pszowa:
- Pszowskie Doły,
- Kalwaria,
- Stara Maszyna,
- Kozłowina,
- Wrzosy.

W Pszowie są cztery osiedla:
- Osiedle Józefa Tytki,
- Osiedle Grunwaldzkie,
- Osiedle Tadeusza Kościuszki,
- Osiedle Alojzego Biernackiego.

## Demografia
| struktura ludności dane z 31 XII 2010 |        |        |         |         |           |           |
| Opis                                  | Ogółem | Ogółem | Kobiety | Kobiety | Mężczyźni | Mężczyźni |
| jednostka                             | osób   | %      | osób    | %       | osób      | %         |
| populacja                             | 14447  | 100    | 7358    | 50,9    | 7089      | 49,1      |
| gęstość zaludnienia                   | 707    | 707    | 360     | 360     | 347       | 347       |

| wykształcenie dane z Narodowego Spisu Powszechnego z 2002 roku |      |            |          |         |        |
|                                                                | brak | podstawowe | zawodowe | średnie | wyższe |
| osób                                                           | 200  | 3697       | 4314     | 2688    | 713    |
| kobiet                                                         | 108  | 2301       | 1673     | 1514    | 377    |
| mężczyzn                                                       | 92   | 1396       | 2641     | 1174    | 336    |

Pszów liczy ponad 14 tys. mieszkańców i plasuje się na 45. miejscu pod tym względem wśród miast województwa śląskiego.
|  |

W Pszowie na 100 mężczyzn przypadają 104 kobiety.
|  |

## Nazwa
Według niemieckiego nauczyciela Heinricha Adamy’ego nazwa miejscowości wywodzi się od polskiej nazwy „psa” -”von pies = Hund”. W swoim dziele o nazwach miejscowych na Śląsku wydanym w 1888 r. we Wrocławiu jako najwcześniejszą wymienia ją w formie – „Pzów” podając jej znaczenie „Hunddorf”, czyli po polsku „Wieś psów”. Niemcy zgermanizowali nazwę na Pschow w wyniku czego utraciła ona swoje pierwotne znaczenie.
Topograficzny opis Górnego Śląska z 1865 r. notuje nazwę Pschow, a także kilka wcześniejszych historycznych nazw miejscowości we fragmencie „fruher Psu, Psw, Psuv, 1306 Psov, 1350 Pschw, 1561 Pschow”.

## Historia
Zaskakująca wzmianka źródłowa pojawiła się w 973 r. dotycząca granic biskupstwa praskiego podająca nazwę plemienia Psouane. Wzmiankę tę niekiedy stara się powiązać z Pszowem. Pierwsza wzmianka dotycząca Pszowa pochodzi z 1265 roku.

### Kalendarium

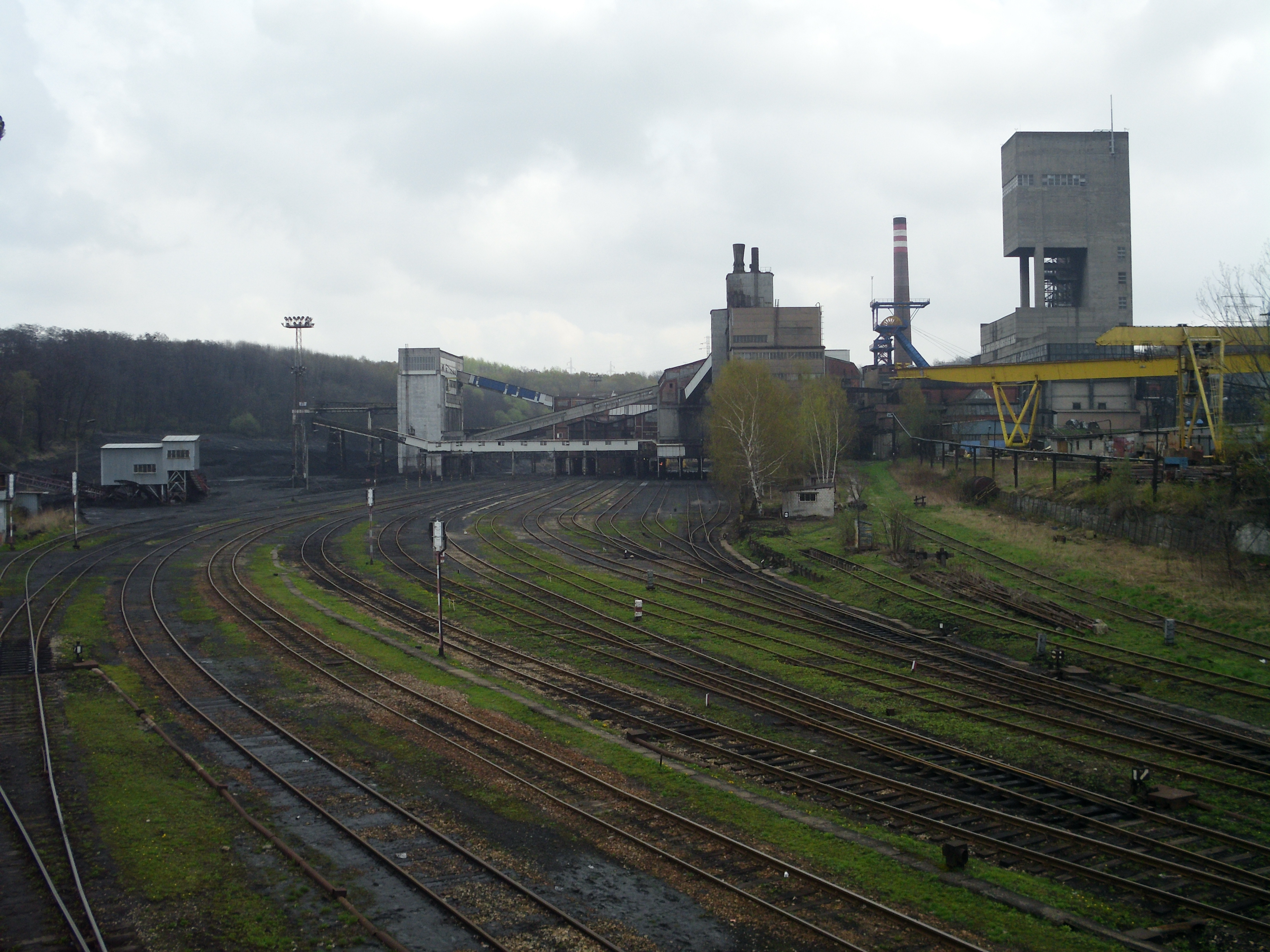
KWK Anna w Pszowie, tuż po zamknięciu kopalni w 2012 roku

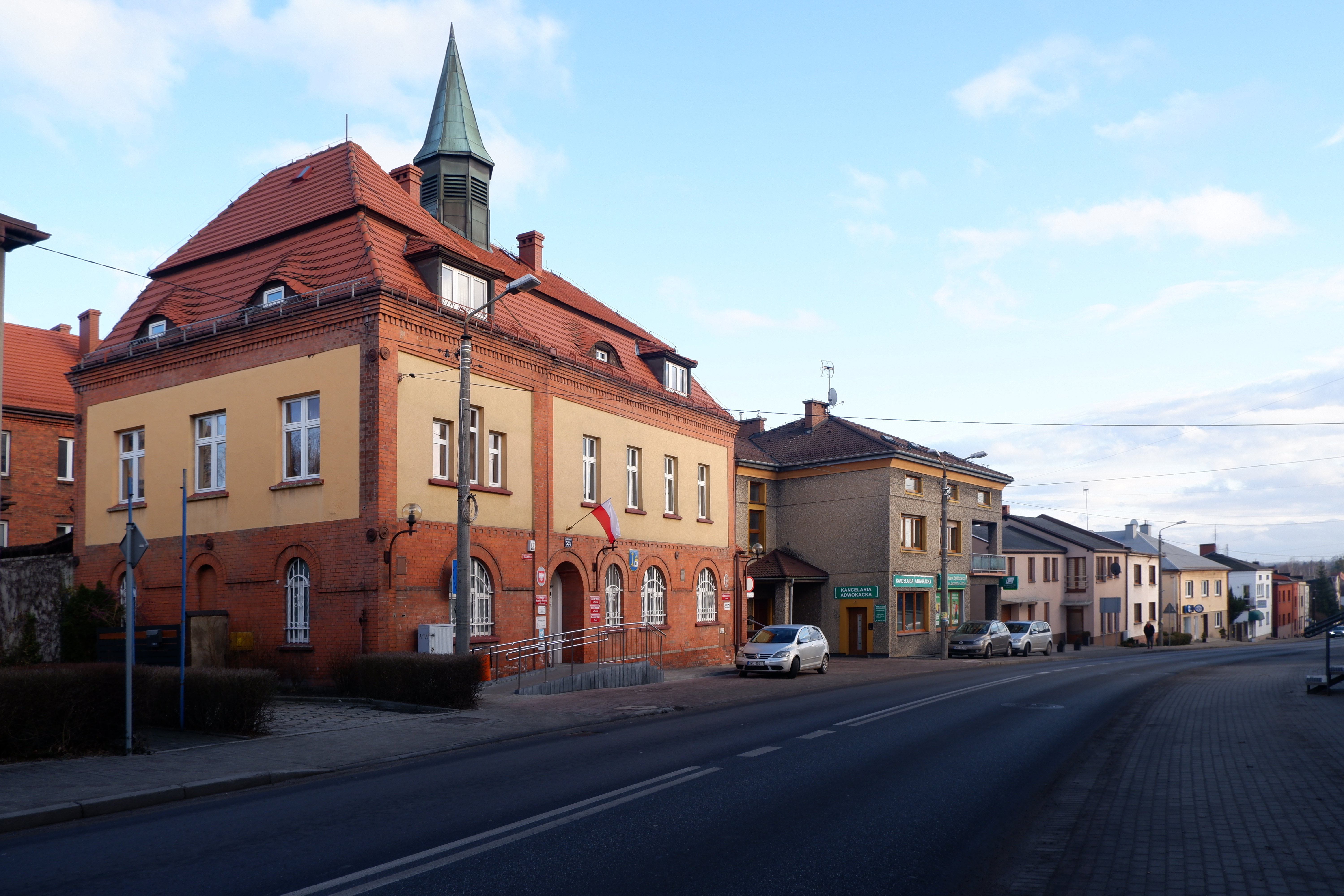
Dom Gminny z 1910 r., obecnie urząd gminy

- 1265 r. – występuje po raz pierwszy nazwa miejscowości w formie „Psov”, 20 stycznia Pszów uzyskuje lokację jako wieś książęca na prawie niemieckim, pierwszym wolnym sołtysem został Richulf;
- 1293 r. – został wybudowany pierwszy drewniany kościółek pod wezwaniem Świętego Krzyża, którego pierwszym kapłanem był notowany po łacinie Jasco[9];
- ok. 1350 r. – wybudowano murowany kościół pod wezwaniem Wszystkich Świętych;
- ok. 1380 r. – rycerz Czetrycz dzierżawił dobra pszowskie;
- 1506 r. – Pszów przeszedł na własność dzierżawcy Bartłomieja Zdara z Chobolic;
- ok. 1544 r. – właścicielem Pszowa został Wacław Sedlnicki z Choltic, właściciel ten starał się wprowadzić luteranizm;
- 1628 r. – umowny koniec reformacji w Pszowie – powrót katolicyzmu;
- 1667 r. – Anna Wilkowa, mieszkanka Pszowa, została skazana na śmierć przez spalenie na stosie w Raciborzu jako czarownica;
- 1682 r. – dziedzicem Pszowa został baron Krzysztof Welczek;
- 1692 r. – pierwsza wzmianka potwierdzająca istnienie szkoły w Pszowie;
- 1696 r. – najstarsza wiadomość o karczmie w Pszowie;
- 1719 r. – właścicielem Pszowa został Jan Bernard Welczek z Wielkiego Dębieńska;
- 1722 r. – sprowadzono kopię obrazu Matki Boskiej Częstochowskiej;
- 1743–1746 r. – budowa późnobarokowego kościoła pod wezwaniem Narodzenia Matki Boskiej, rozwój ruchu pielgrzymkowego;
- ok. 1769 r. – wieś stała się własnością Jana Karola Lichnowskiego;
- 1788 r. – Pszów został sprzedany hr. Wilhelmowi Adolfowi Lichnowskiemu;
- 1802–1803 r. – eksploatacja gipsu, produkcja wapna oraz potażu;
- 1803 r. – dziedzicem Pszowa został Gustaw de Wrochem;
- 1805–1807 r. – wybudowano pierwsze murowane probostwo;
- 1806 r. – w Zawadzie odkryto źródła siarczane;
- 1810 r. – został założony folwark „Wrzosy”;
- 1811 r. – wybuch powstania chłopskiego w Pszowie, rozebrano drewniany kościółek Świętego Krzyża oraz zlikwidowano przyległy cmentarz;
- 1812–1815 r. – w wojnie prusko-francuskiej z Pszowa zginęło 10 osób;
- 1830 r. – wybudowano drogę prowadzącą z Wodzisławia przez Pszów, Krzyżkowice, Rzuchów do Raciborza;
- 1832 r. – na rynku pszowskim postawiono figurę św. Jana Chrzciciela, wybudowano piec wapienniczy oraz parowy młyn do mielenia wapna, wydano pierwsze zezwolenie na eksploatację węgla dla Augustyna Ferdynanda Fritza;
- 1843 r. – w kopalni „Anna” rozpoczęto eksploatację węgla;
- 1847 r. – rozpoczęto budowę pierwszej wieży na kościele;
- 1848 r. – powstała samodzielna gmina Pszowskie Doły;
- 1850 r. – zakończono budowę drugiej wieży na kościele;
- 1855 r. – rozwój kopalni „Anna” – drążenie szybu „Jan”;
- 1856 r. – wielki pożar strawił 21 domów i 22 stodoły;
- 1858 r. – rozpoczęto budowę drogi krzyżowej oraz kaplicy pod wezwaniem Świętego Krzyża w obrębie kościelnego placu;
- 1860 r. – właścicielem Pszowa został Ferdynand Jan Wit zwany Von Doeringiem, poświęcono miejsce pod nowy cmentarz (obecnie ulica Paderewskiego);
- 1861 r. – wybudowano nową szkołę w Pszowie, ukazała się pierwsza monografia wsi w opracowaniu ks. Pawła Skwary i Augusta Wolczyka;
- 1865 r. – wybudowano Zakład zgromadzenia Sióstr Miłosierdzia Św. Karola Boromeusza;
- 1867 r. – wieś została zakupiona przez Fryderyka Węgierskiego;
- 1872 r. – powstał pierwszy Urząd Pocztowy;
- 1882 r. – wybudowano napowietrzną kolej linową łączącą kopalnię „Anna” ze stacją kolejową w Rydułtowach
- 1885 r. – wybudowano drogę prowadzącą z Czernicy przez Rydułtowy, Łapacz, Pszów do Wodzisławia;
- 1901 r. – rozpoczęto budowę drogi łączącej Pszowskie Doły z Syrynią;
- 1904 r. – hr. Jan Węgierski sprzedał majątek Pszów i Kokoszyce Bankowi Polskiemu w Poznaniu;
- 1905 r. – rozpoczęto budowę osiedla patronackiego kopalni „Anna” tzw. „Familoki”[12];
- 1907 r. – powstała Ochotnicza Straż Pożarna w Pszowie;
- 1910 r. – został wybudowany Dom Gminny (obecny Urząd Miasta);
- 1911 r. – rozpoczęto budowę kanalizacji w Pszowie (deszczówka);
- 1914 r. – została wybudowana linia kolejowa z kopalni „Anna” do Olzy;
- 1915 r. – poświęcono nowe miejsce na cmentarz na tzw. „Przymiarkach”;
- 1922 r. – wraz z częścią Górnego Śląska, Pszów został włączony do Polski;
- 1923 r. – zniesiono obszar dworski w Pszowie;
- 1924 r. – została założona pierwsza apteka, powstał Klub Sportowy „Unia”;
- 1927 r. – gmina Pszowskie Doły z powrotem została przyłączona do Pszowa;
- 1929 r. – ukończono budowę i poświęcono Wielką Kalwarię Pszowską, oddano do użytku nową 8-klasową szkołę powszechną (obecnie Szkoła Podstawowa nr 1);
- 1929 r. – powstała Ochotnicza Straż Pożarna w Krzyżkowicach;
- 1932 r. – wybudowano obecne probostwo;
- 1934 r. – poświęcono nowo wybudowany kościół pod wezwaniem Serca Jezusowego w Krzyżkowicach;
- 1935 r. – został wybudowany obecny stadion sportowy;
- 1939 r. – ukazała się kronika Konstantego Kowola;
- 1945 r. – odbudowano budynki zniszczone podczas działań drugiej wojny światowej, przystąpiono do regulacji ulic i placów;
- 1950 r. – została oddana do użytku nowo wybudowana szkoła zawodowa pod nazwą Szkoła Przemysłowa Górnicza;
- 1954 r. – Pszów otrzymał prawa miejskie;
- 1967 r. – rozpoczął działalność Dom Kultury;
- 1975 r. – Pszów włączono do Wodzisławia Śląskiego;
- 1994 r. – Pszów uzyskał ponownie prawa miejskie (30 grudnia);
- 1997 r. – kościół NNMP został odznaczony tytułem i godnością Bazyliki Mniejszej;
- 2001 r. – otwarcie sztucznego lodowiska;
- 2003 r. – oddano do użytku miejską oczyszczalnię ścieków;
- 2004 r. – połączenie KWK Anna z KWK Rydułtowy, powstaje Kopalnia Węgla Kamiennego Rydułtowy-Anna;
- 2007 r. – obchody 100-lecia istnienia Ochotniczej Straży Pożarnej w Pszowie;
- 2012 r. – wygaszenie Ruchu „Anna” kopalni Rydułtowy-Anna.
- 2025, 13 kwietnia – w pożarze nielegalnego hostelu zginęło pięć osób a 12 osób ewakuowało się przez okna, bo korytarze i schody odciął ogień[13]

## Zabytki

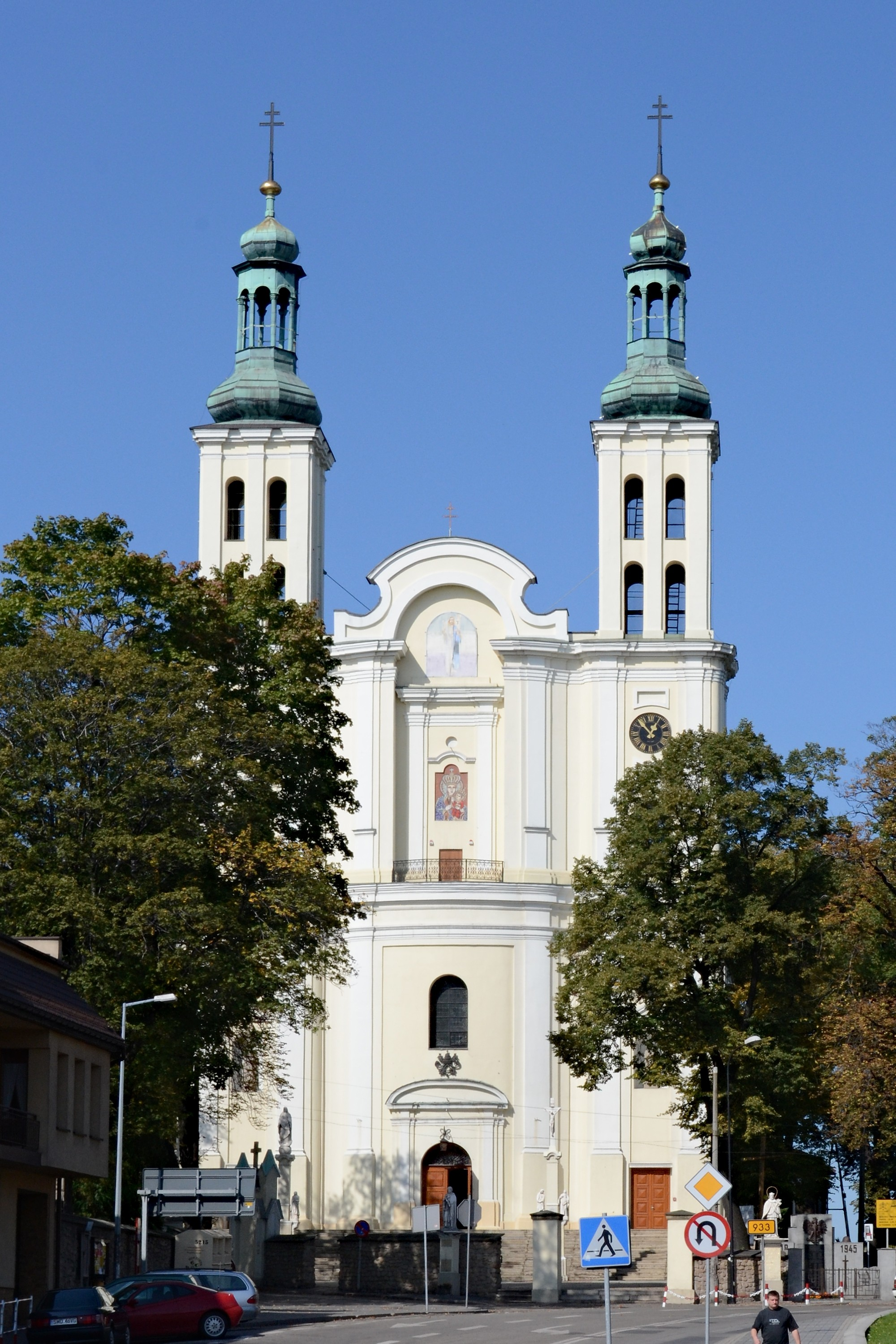
Bazylika Narodzenia Najświętszej Maryi Panny

- Bazylika mniejsza pw. Narodzenia Najświętszej Maryi Panny, barokowa z XVIII w.;
- ParkAny dawna Kopalnia Anna, z 1842 r. arch. Hans Poelzig. Działała do 2012 r. Obecnie rozbudowywana strefa rekreacyjno-edukacyjna.
- Kalwaria Pszowska
- budynek dawnej dyrekcji KWK „Anna” (ul. P. Skwary 27)[14]

## Transport

### Transport drogowy
- Droga wojewódzka nr 933 (Wodzisław Śląski – Pszów – Rzuchów).
- Na północ od granicy miejscowości znajduje się droga wojewódzka nr 935, która łączy się na ulicy Pszowskiej w Rzuchowie z drogą wojewódzką nr 933.

### Komunikacja miejska

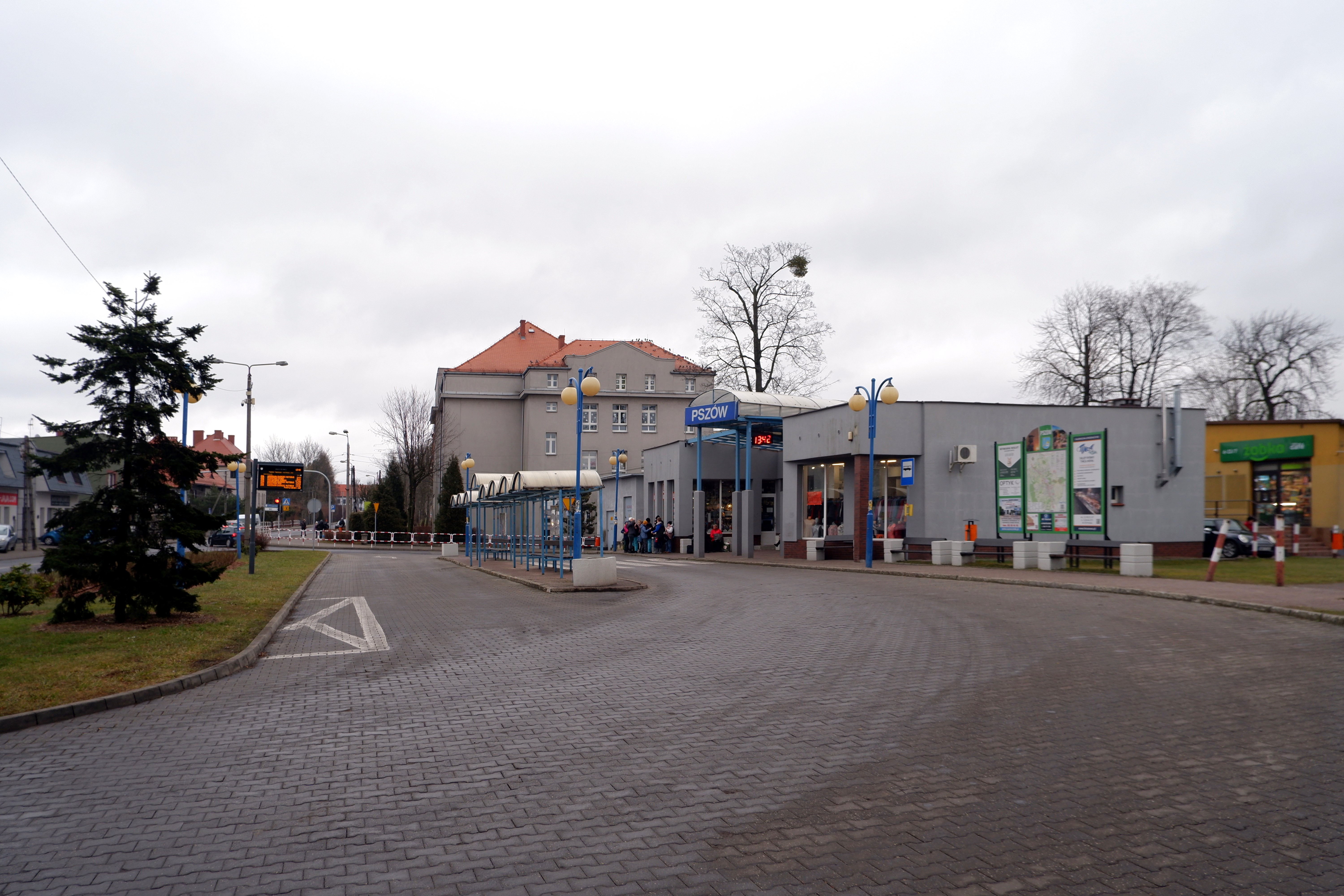
Dworzec autobusowy

Komunikacja miejska w Pszowie jest mocno rozdrobniona. Miasto należy do Międzygminnego Związku Komunikacyjnego. Ponadto na teren miasta wjeżdżają linie trzech innych organizatorów: Komunikacja Miejska Rybnik (linia 10), Komunikacja Miejska Wodzisław Śląski, a także autobusy PKS Racibórz (dofinansowane przez Starostwo Powiatowe w Wodzisławiu Śląskim). Nie istnieje żadna forma integracji taryfowo-biletowej, ani żadne planowe skomunikowania pomiędzy autobusami różnych organizatorów.

### Kolej
W Pszowie do 2012 r. istniała stacja kolejowa Pszów obsługująca do 1974 r. ruch pasażerski oraz do 2012 r. ruch towarowy KWK Anna. Obecnie najbliższą stacją kolejową z ruchem lokalnym i międzynarodowym jest stacja w Wodzisławiu Śląskim oddalona ok. 8 km. od miasta.

## Handel
Miasto posiada własne targowisko miejskie, a także kilka supermarketów i dyskontów.

## Hotele
- Gościniec Pszowski (dawniej Hotel Miejski)[15], ul. Romualda Traugutta;
- Hotel Sportowy[16], ul. Ignacego Jana Kraszewskiego 90.

## Edukacja

### Przedszkola
- Przedszkole Publiczne nr 1 im. Misia Uszatka, os. Grunwaldzkie, ul. Juranda ze Spychowa 1
- Przedszkole Publiczne nr 2, Osiedle Józefa Tytki 1
- Przedszkole Publiczne nr 3, ul. Generała Władysława Andersa 8
- Przedszkole Publiczne nr 4 (do 29 kwietnia 2009 r.: filia Przedszkola Publicznego nr 3), ul. Armii Krajowej 50

### Szkoły podstawowe
- Szkoła Podstawowa nr 1, ul. Romualda Traugutta 12[17]
- Szkoła Podstawowa nr 2 z Oddziałami Integracyjnymi, ul. Karola Miarki 16
- Szkoła Podstawowa nr 3, ul. Armii Krajowej 56
- Szkoła Podstawowa nr 4, ul. Niepodległości 99[18] (dawniej gimnazjum)

### Szkoły ponadpodstawowe
- Zespół Szkół Ponadpodstawowych (dawniej: Zespół Szkół Zawodowych), ul. Romualda Traugutta 32[19]:
  - Technikum,
  - Branżowa Szkoła I stopnia[20]

Miasto posiada także świetlicę środowiskową.

## Kultura

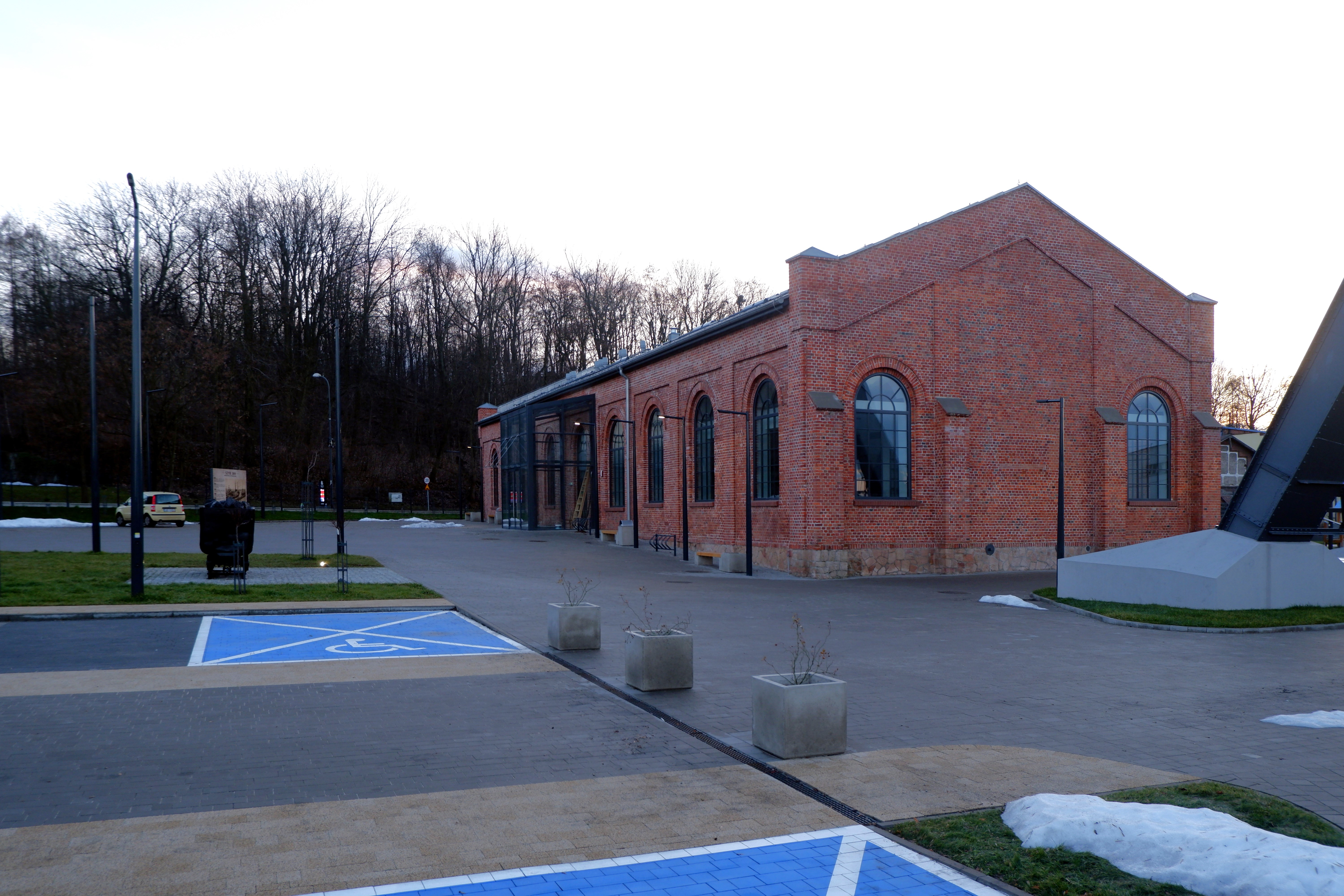
Dawna łaźnia kopalni Anna, zaadaptowana w latach 2022–2025 na nową siedzibą Biblioteki Publicznej Miasta Pszowa

- Miejski Ośrodek Kultury w Pszowie[22], ul. Romualda Traugutta 1
- Biblioteka Publiczna Miasta Pszowa (siedziba główna i jedna filia):
  - Biblioteka Publiczna, ul. Księdza Pawła Skwary 48
    - filia Biblioteki Publicznej, Osiedle Józefa Tytki 9
- Kino MOK Pszów, ul. Romualda Traugutta 1

## Stowarzyszenia działające w mieście
- Stowarzyszenie „Pomóżmy sobie”;
- Ochotnicza Straż Pożarna w Pszowie;
- Ochotnicza Straż Pożarna w Krzyżkowicach;
- Towarzystwo Sportowe „Górnik Pszów”;
- Ludowy Klub Sportowy „Naprzód 37” Krzyżkowice
- Towarzystwo Przyjaciół Pszowa
  - Zespół Regionalny „Pszowiki”,
  - Sekcja Turystyki Rowerowej,
  - Konfraternia Rycerska Sua Sponte,
  - Koło Dzieci Niepełnosprawnych,
  - Zespół tańca z ogniem „Feniks”;
- Stowarzyszenie „Praworządność i rozwój”;
- Miejski Uczniowski Klub Sportowy „Jedynka”;
- Koło Gospodyń Wiejskich – Pszów;
- Koło Gospodyń Wiejskich – Krzyżkowice;
- Polski Związek Hodowców Gołębi Pocztowych – Koło Pszów;
- Wojewódzki Związek Pszczelarzy – Koło Pszów;
- Skat Klub Czarni Krzyżkowice;
- Skat Klub OSP Pszów;
- Stowarzyszenie Stanu Średniego;
- Polski Związek Krótkofalowców Sekcja Pszów;
- PCK Klub Honorowych Dawców Krwi przy KWK „Anna”
- Chór Mieszany „Cecilianum” Krzyżkowice;
- Chór Mieszany „Cecylia” Pszów;
- Zespół Kameralny „Ad libitum”;
- Związek Harcerstwa Polskiego Komenda Hufca Ziemi Wodzisławskiej – Szczep SMOKI;
- Polski Związek Działkowców POD „Jedność”;
- Polski Związek Działkowców POD „Przyszłość”;
- Związek Kombatantów RP i Byłych Więźniów Politycznych Koło Miejskie;
- Zespół taneczny „Diablo”;
- Zespół taneczny „Tornado”;
- Grupa teatralna „Desire”[23].

## Wspólnoty wyznaniowe
- Kościół rzymskokatolicki:
  - parafia Najświętszego Serca Pana
  - parafia Narodzenia Najświętszej Maryi Panny
  - parafia Zmartwychwstania Pańskiego
- Świadkowie Jehowy:
  - zbór Pszów[24]

## Sport

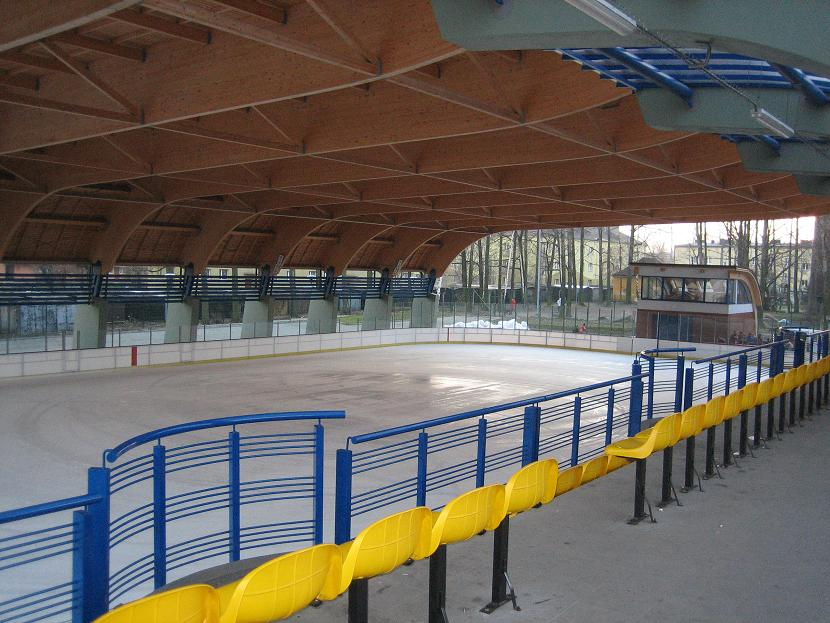
Sztuczne lodowisko w Pszowie

Na terenie miasta znajdują się następujące obiekty sportowe:
- stadion Sportowy TS „Górnik Pszów” (płyta główna i 2 boiska treningowe);
- boisko LKS „Naprzód 37” Krzyżkowice;
- sztuczne lodowisko wraz z obiektami towarzyszącymi (korty tenisowe, skate park itp.);
- sale sportowe oraz boiska szkolne przy wszystkich szkołach;
- hala sportowa na terenie KWK Rydułtowy-Anna Ruch II;
- korty do tenisa ziemnego;
- oznakowane ścieżki rowerowe.
- "Orlik"

### Trasy rowerowe
trasa rowerowa nr 316Y
- Przebieg: Olza – Odra – Rogowiec – Bluszczów – Buków – Lubomia – Światłowiec – Szybik – Zawada – Syrynka – Czyżowice – Gorzyce – Uchylsko – Gorzyczki – Turza Śląska – Turzyczka – Wodzisław Śląski
- Kolor: żółty
- Długość: 52 km

 trasa rowerowa nr 317N
- Przebieg: Racibórz – Kornowac – Krzyżkowice – Pszów – Kokoszyce – Wodzisław Śląski – Radlin
- Kolor: niebieski
- Długość: 16,5 km

 trasa rowerowa 317S
- Przebieg: Pszów – Zawada
- Kolor: czarny
- Długość: 3,7 km

 trasa rowerowa nr 320C
- Przebieg: Rybnik – Orzepowice, Ośrodek „Kotwica” – Zebrzydowice – Blizowiec – Skraj Czernicy – Rydułtowy – Krzyżkowice – Światłowiec
- Kolor: czerwony
- Długość: 22 km

 trasa rowerowa nr 321S
- Przebieg: Skraj Rydułtów – Pszowskie Doły
- Kolor: żółty
- Długość: 2 km

 trasa rowerowa nr 322Z
- Przebieg: Skraj Rydułtów – Kalwaria – Pszowskie Doły – Skraj Krzyżkowiec
- Kolor: zielony
- Długość: 5 km

 trasa rowerowa nr 323Y (Szlak pielgrzymkowy)
- Przebieg: Pszów – Os. Biernackiego – Głożyny – Radlin – Obszary – Jankowice Rybnickie
- Kolor: żółty
- Długość: 17,4km[25]

### Szlaki turystyczne
szlak krzyżkowicki (szlak przez Grodzisko Gołężyców)
- Przebieg: Grabówka – Grodzisko Gołężyców – Krzyżkowice
- kolor: niebieski
- Długość: 6 km

## Honorowi obywatele oraz zasłużeni dla rozwoju miasta
Miasto Pszów posiada pięcioro honorowych obywateli. Są nimi:
- Henryk Rzodeczko – były długoletni Naczelnik Gminy Pszów (od 30 listopada 1945 r.);
- Jan Paweł II – papież (od 28 lutego 1998 r.);
- ks. Infułat Lucjan Lamża – lekarz (od 26 czerwca 2008 r.);
- ks. Prałat Józef Fronczek;
- Jan Wincenty Hawel – polski kompozytor, dyrygent i pedagog.

Miasto nadaje również odznakę „Zasłużony dla rozwoju miasta Pszów”. Zostali nią dotychczas uhonorowani:
- Kopalnia Węgla Kamiennego „Anna” w Pszowie
- ks. prof. dr hab. Jerzy Szymik
- Ochotnicza Straż Pożarna w Pszowie
- Orkiestra Dęta KWK „Anna” w Pszowie
- Henryk Topisz
- Maksymilian Hojka
- Zespół Muzyczny „Łzy”
- Franciszek Grzegorzek
- członkowie Pracowniczego Ogrodu Działkowego „Jedność”
- Ignacy Basztoń
- Zbigniew Kicka
- Adam Porwoł
- Ochotnicza Straż Pożarna w Krzyżkowicach
- Janina Szkudlińska
- ks. inf. Lucjan Lamża
- Jan Wincenty Hawel
- NSZZ Solidarność przy KWK „Anna”
- Klub Honorowych Dawców Krwi PCK przy KWK „Anna”

## Prasa
- Pszowik
- Zeszyty Pszowskie
- Wiadomości Pszowskie

## Sąsiednie gminy
Kornowac, Lubomia, Radlin, Rydułtowy, Wodzisław Śląski